# Temporada 1967-68 de los San Diego Rockets
La temporada 1967-68 fue la primera de los San Diego Rockets en la NBA, equipo que entraba en la liga tras la expansión de 1967. La temporada regular acabó con 15 victorias y 67 derrotas, ocupando el sexto y último puesto de la división Oste, no logrando clasificarse para los playoffs.

## Elecciones en elDraft
| Ronda | Puesto | Jugador       | Posición     | Nacionalidad   | Universidad |
| ----- | ------ | ------------- | ------------ | -------------- | ----------- |
| 1     | 7      | Pat Riley     | Escolta      | Estados Unidos | Kentucky    |
| 2     | 18     | Bob Netolicky | Ala-Pívot    | Estados Unidos | Drake       |
| 3     | 31     | Nick Jones    | Base/Escolta | Estados Unidos | Oregon      |

## Temporada regular
| División Oeste           | División Oeste | División Oeste | División Oeste | División Oeste | División Oeste | División Oeste | División Oeste | División Oeste |
| Equipo                   | G              | P              | %              | PD             | Casa           | Fuera          | Neutral        | Div            |
| ------------------------ | -------------- | -------------- | -------------- | -------------- | -------------- | -------------- | -------------- | -------------- |
| x-St. Louis Hawks        | 56             | 26             | .683           | –              | 25–7           | 22–13          | 9–6            | 31–9           |
| x-Los Angeles Lakers     | 52             | 30             | .634           | 4              | 30–11          | 18–19          | 4–0            | 28–12          |
| x-San Francisco Warriors | 43             | 39             | .524           | 13             | 27–14          | 16–23          | 0–2            | 24–16          |
| x-Chicago Bulls          | 29             | 53             | .354           | 27             | 11–22          | 12–24          | 6–7            | 11–29          |
| Seattle SuperSonics      | 23             | 59             | .280           | 33             | 10–21          | 7–24           | 6–14           | 15–25          |
| San Diego Rockets        | 15             | 67             | .183           | 41             | 8–33           | 4–26           | 3–8            | 11–29          |

## Estadísticas
| Rk | Jugador        | Edad | P  | PT | MP   | TC  | TCI  | %TC  | TL  | TLI | %TL  | RB   | AS  | FP  | PTS  |
| 1  | Don Kojis      | 29   | 69 |    | 36.9 | 7.7 | 17.2 | .446 | 4.3 | 6.0 | .726 | 10.3 | 2.6 | 3.8 | 19.7 |
| 2  | John Block     | 23   | 52 |    | 34.7 | 7.0 | 16.6 | .423 | 6.1 | 7.6 | .802 | 11.0 | 1.4 | 3.6 | 20.2 |
| 3  | Toby Kimball   | 25   | 81 |    | 31.1 | 4.4 | 11.0 | .396 | 2.2 | 3.8 | .592 | 11.7 | 1.8 | 3.4 | 11.0 |
| 4  | Jon McGlocklin | 24   | 65 |    | 28.9 | 4.9 | 11.6 | .417 | 2.4 | 2.8 | .867 | 3.1  | 2.7 | 1.8 | 12.1 |
| 5  | Johnny Green   | 34   | 42 |    | 25.5 | 5.7 | 12.5 | .458 | 2.4 | 5.0 | .472 | 10.1 | 1.4 | 2.7 | 13.9 |
| 6  | John Barnhill  | 29   | 75 |    | 25.1 | 3.9 | 9.3  | .421 | 2.1 | 3.1 | .658 | 2.3  | 3.5 | 1.9 | 9.9  |
| 7  | Jim Barnett    | 23   | 47 |    | 22.7 | 3.8 | 9.7  | .393 | 1.8 | 2.5 | .712 | 3.3  | 2.9 | 2.1 | 9.4  |
| 8  | Art Williams   | 28   | 79 |    | 22.0 | 3.4 | 9.1  | .369 | 1.4 | 2.1 | .685 | 3.6  | 4.9 | 2.6 | 8.1  |
| 9  | Dave Gambee    | 30   | 80 |    | 21.9 | 4.7 | 10.7 | .440 | 4.0 | 4.7 | .847 | 5.8  | 1.2 | 3.2 | 13.4 |
| 10 | Hank Finkel    | 25   | 53 |    | 21.1 | 4.6 | 9.3  | .492 | 2.5 | 3.6 | .686 | 7.1  | 1.4 | 3.3 | 11.6 |
| 11 | Pat Riley      | 22   | 80 |    | 15.8 | 3.1 | 8.3  | .379 | 1.6 | 2.5 | .634 | 2.2  | 1.7 | 2.6 | 7.9  |
| 12 | Nick Jones     | 22   | 42 |    | 14.4 | 2.0 | 5.5  | .371 | 1.3 | 1.6 | .797 | 1.6  | 2.1 | 2.0 | 5.4  |
| 13 | Bud Acton      | 26   | 23 |    | 8.5  | 1.3 | 3.2  | .392 | 0.8 | 1.3 | .655 | 2.0  | 0.5 | 1.5 | 3.3  |
| 14 | Tyrone Britt   | 23   | 11 |    | 7.6  | 1.2 | 3.1  | .382 | 0.2 | 0.3 | .667 | 1.4  | 1.1 | 0.9 | 2.5  |
| 15 | Jim Ware       | 23   | 30 |    | 7.6  | 0.8 | 3.2  | .258 | 0.8 | 1.1 | .676 | 2.6  | 0.2 | 0.9 | 2.4  |

## Galardones y récords
| Jugador   | Galardón |
| Don Kojis | All-Star |